# Philadelphus lushuiensis
Philadelphus lushuiensis är en hortensiaväxtart som beskrevs av Tsue Chih Ku och S.M. Hwang. Philadelphus lushuiensis ingår i släktet schersminer, och familjen hortensiaväxter. Inga underarter finns listade i Catalogue of Life.